# Bohumil Jelínek-Milka
Bohumil Jelínek-Milka (?-1950) est un footballeur international bohémien.

## Biographie
Bohumil Jelínek-Milka joue de 1905 à 1906 avec le SK Smichov. International bohémien, il joue deux matchs entre 1906 et 1907 et inscrit un but lors d'un match en 1907 contre la Hongrie à Budapest.